# 2623 Zech
2623 Zech је астероид главног астероидног појаса чија средња удаљеност од Сунца износи 2,254 астрономских јединица (АЈ).
Апсолутна магнитуда астероида је 13,1.